# Tarmo Raudsepp
Tarmo Raudsepp (4 de desembre de 1981) va ser un ciclista estonià. Va passar la majoria de la seva carrera en equips amateurs.

## Palmarès
- 2003
  - 1r al Gran Premi de Luneray
  - 1r al Circuit de les Tres Províncies
- 2004
  - 3r al Campionat nacional en contrarelolotge
- 2005
  - 1r a la Manche-Océan
  - 1r al Circuit de la vall del Loira
  - 2n al Campionat nacional en contrarelolotge
- 2006
  - 2n al Campionat nacional en contrarelolotge
- 2007
  - 1r a la Puchar Ministra Obrony Narodowej